# Bo Harder
Bo Harder (ur. 5 marca 1968) – duński piłkarz występujący na pozycji obrońcy.

## Życiorys
Był juniorem AGF, a w 1988 roku został przesunięty do pierwszej drużyny. W 1992 roku zdobył wraz z klubem Puchar Danii, zdobył ponadto wówczas nagrodę Pokalfighter. Piłkarzem AGF Harder był do 1994 roku, rozgrywając dla klubu łącznie 114 ligowych spotkań. Następnie grał w Ikast FS. W 1996 roku został piłkarzem Vejle BK. W sezonie 1996/1997 zdobył z klubem wicemistrzostwo Danii. W 1999 roku zakończył karierę.

## Statystyki ligowe
| Sezon     | Klub      | Liga        | Mecze | Gole |
| --------- | --------- | ----------- | ----- | ---- |
| 1991      | Aarhus GF | Superligaen | 4     | 1    |
| 1991/1992 | Aarhus GF | Superligaen | 29    | 2    |
| 1992/1993 | Aarhus GF | Superligaen | 28    | 1    |
| 1993/1994 | Aarhus GF | Superligaen | 17    | 0    |
| 1994/1995 | Ikast FS  | Superligaen | 4     | 0    |
| 1995/1996 | Ikast FS  | Superligaen | 22    | 2    |
| 1996/1997 | Vejle BK  | Superligaen | 24    | 0    |
| 1997/1998 | Vejle BK  | Superligaen | 11    | 0    |
| 1998/1999 | Vejle BK  | Superligaen | 2     | 0    |